# Grijskapschoffelsnavel
De grijskapschoffelsnavel (Poecilotriccus fumifrons) is een zangvogel uit de familie Tyrannidae (tirannen).

## Verspreiding en leefgebied
Deze soort komt voor in het oostelijk Amazonegebied en in het oosten van Brazilië. Er zijn twee ondersoorten:
- P. f. fumifrons: noordelijk-centraal en noordoostelijk Brazilië.
- P. f. penardi: Suriname en Frans-Guyana.

## Status
De grootte van de populatie is niet gekwantificeerd maar de soort wordt omschreven als vrij algemeen. Op de Rode lijst van de IUCN heeft deze soort de status niet bedreigd.